# Xã Douglass, Quận Berks, Pennsylvania
Xã Douglass (tiếng Anh: Douglass Township) là một xã thuộc quận Berks, tiểu bang Pennsylvania, Hoa Kỳ. Năm 2010, dân số của xã này là 3.306 người.